# Slaget ved Balaklava
Slaget ved Balaklava er et slag i Krimkrigen. Det blev udkæmpet 25. oktober 1854 mellem britiske, franske og osmanniske tropper på den ene side og russiske på den anden. Det var det første af to russiske forsøg på at bryde belejringen af Sevastopol.
Slaget var skueplads for især to hændelser, der er blevet kendte i eftertiden, den Lette Brigades angreb, og Den tynde røde linje.
Den bakkede slagmark bestod af to dale, der blev delt af lave bakkekamme. Terrænet bestod af åbne græsarealer. Den britiske styrke var delt imellem de to dale. Den sydlige dal blev holdt af det britiske kavaleris Tunge Brigade (Royal Dragoon Guards og Scots Greys), den nordlige blev holdt af den Lette Brigade (4. og 13. Light Dragoons, 17. Lancers samt 8. og 11. Hussars) under kommando af generalmajor jarlen af Cardigan. Jarlen af Lucan havde den overordnede kommando over det britiske kavaleri.
En fransk styrke var også til stede på slagmarken.
Den russiske styrke var større end den britiske, men var hæmmet af dårlig disciplin, ringe lederskab og underlegne våben.
Generalløjtnant Lord Raglan var øverstkommanderende over den britiske hær og general François Certain Canrobert over de den franske. Prins Aleksander Sergejevich Mensjikov var øverstkommanderende for den russiske hær, men slaget ved Balaklava blev ledet af general Pavel Liprandi, Mensjikovs næstkommanderende.

## Slagets start
Slaget begyndte med et vellykket russisk angreb på de osmanniske stillinger. Det gjorde det muligt for russerne at gå ind i Balaklavadalen, hvor de britiske tropper havde lejr. Havnebyen Balaklava, der lå et stykke mod syd, var en vigtig britisk forsyningsbase. De russiske styrkers mål var at ødelægge forsyningsbasen og angribe de britiske stillinger nær Sevastopol bagfra.
Det første russiske fremstød syd for bakkedragene blev slået tilbage af briterne. En stor russisk kavaleristyrke dukkede frem over bakkerne og delte sig i to. En af disse kolonner red mod syd mod havnebyen og truede dermed den britiske hærs logistik. Den blev dog drevet bort af beskydning fra 93. Highland Regiment, der hurtigt var blevet formeret i en linje kun to mand dyb. Sammenstødet blev kendt som Den tynde røde linje.

## Den Tunge Brigade og den Lette Brigade angriber
Den anden kolonne af russisk kavaleri blev knust af den britiske Tunge Brigade i et irrationelt angreb op ad bakke. Det tvang russerne til at trække sig tilbage til deres artilleri, der var strategisk placeret på bakkekammene langs dalen. Lord Raglan beordrede nu den Lette Brigade til at "forhindre fjenden i at trække deres artilleri bort", en bemærkelsesværdigt vagt formuleret ordre, der resulterede i det berømte den Lette Brigades angreb. Den Lette Brigade stormede gennem dalen mod de forkerte kanoner og blev undervejs beskudt kraftigt fra flanker og front. Brigaden blev kun reddet fra total udryddelse, da de franske 4. Chasseurs d'Afrique greb ind.

## Efter slaget
Slaget endte uafgjort. Begge sider beholdt deres artilleristillinger og havde ikke vundet mere land. De britiske tropper mistede 360 mand, og de russiske troppers tab anslås til adskillige hundrede.
Iron Maiden sangen The Trooper er baseret på slaget.
44°34′18″N 33°34′23″Ø / 44.571758°N 33.573094°Ø